# Anton Alberts
Anton (Ton) Alberts (n. 6 iulie 1927, Antwerpen, Flandra, Belgia – d. 16 august 1999, Amsterdam, Țările de Jos) a fost un arhitect neerlandez considerat a fi unul dintre cei mai recenți exponenți de marcă ai arhitecturii organice, cunoscut mai ales datorită clădirilor ING Bank din districtul Bijlmer al orașului Amsterdam (realizată în 1982) și cea a sediului corporației de gaz, Gasunie, din Groningen. 

## Scurtă biografie
Alberts a fost implicat în mișcarea cunoscută ca Situaționism Internațional, produsul unui grup restrâns de artiști din Vestul Europei, care se doreau a fi avant-gardiști, dar care erau considerți agitatori politici internaționali, înainte de excluderea sa din grup în 1960. 

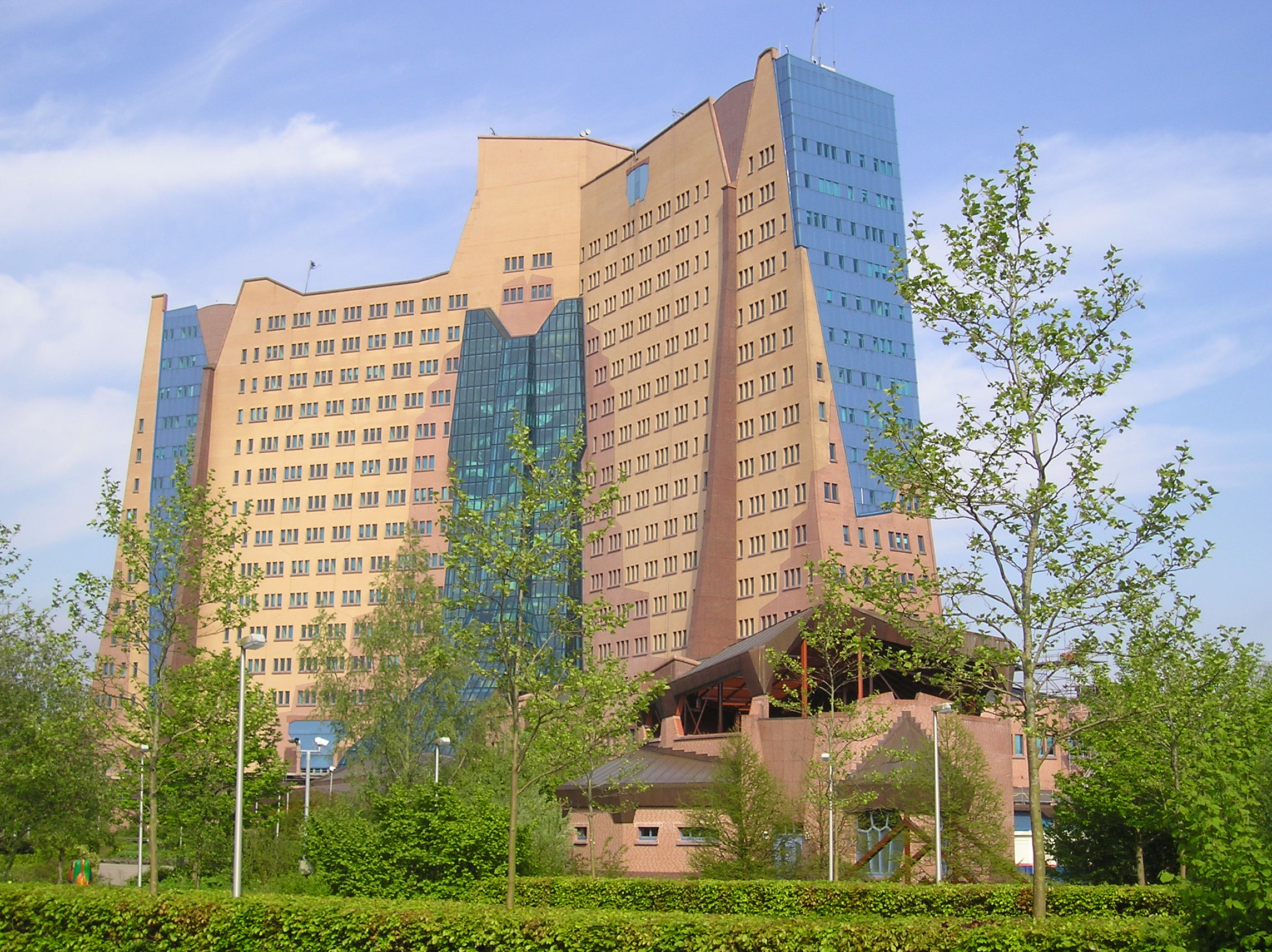
Sediul companiei Gasunie din Groningen, Țările de Jos.

Astfel, conform manifestului eclectic al grupului, alături de "camarazii" situaționiști Constant Nieuwenhuys (cunoscut adesea doar ca și Constant), respectiv Har Oudejans, Alberts a fost parte a unui proiect, niciodată realizat, de creare a unui labirint în Stedelijk Museum din Amsterdam.  Datorită neînțelegerilor și tensiunilor create între cei trei, situația a evoluat într-un conflict deschis cu insulte publice reciproce.  Ulterior grupul Situaționist, a cărui doctrină și manifest ambigue amestecau de-a valma (printre altele) elemente puternice marxiste și anarhiste, ar fi motivat excluderea lui Alberts prin participarea sa la designarea unor biserici.  În realitate, așa cum și Asger Jorn (un alt situaționist) confesa ulterior, excluderea se datora "afacerii Amsterdam". 
Dar cum în orice declin se află și germenele unei ascensiuni, în 1963, împreună cu Max van Huut, Ton Alberts fondează firma de arhitectură Alberts și Van Huut, de care se leagă cele mai mari realizări profesionale ale sale.  În opera sa realizată după 1963, se pot distinge cu relativă ușurință, alături de tonalitatea generală a arhitecturii organice, și elemente de bază ale arhitecturii antropozofice ale lui Rudolf Steiner.
În ultimii ani ai vieții sale, Alberts s-a oferit să realizeze fără plată proiecte pentru reconstrucția post-război a parcurilor din Bosnia și Herțegovina, proiect cunoscut sub numele generic de "Parcurile Păcii".  Din păcate, moartea sa a împiedicat realizarea concretă după planurile sale a vreunuia din aceste parcurii.  Totuși, în Tuzla, conform planurilor sale donate orașului de către fundația Peace Flame Foundation Netherlands, s-a construit un centru al comunității care poartă numele de Peace Flame House. 